# Dragonul American: Jake Long
Dragonul American: Jake Long (în engleză American Dragon: Jake Long) este un serial de animație american. A fost produs de Walt Disney Television Animation, creat de Jeff Goode și co-dezvoltat de Eddie Guzelian și Matt Negrete. A avut premiera pe Disney Channel pe 21 ianuarie 2005 și s-a încheiat pe 1 septembrie 2007. 52 de episoade au fost produse.
În România serialul a fost difuzat mai întâi pe Jetix în blocul de programe Starurile Disney, iar apoi de Disney Channel.

## Premiză
Protagonistul este Jake Long, un adolescent în vârstă de 14 ani, care trebuie să asigure paza între lumea magică și cea umană.
Jake se îndrăgostește de Rose, despre care nu știe că este una dintre cei mai aprigi inamici al Dragonului American. Rose a fost desparțită de sora ei geamănă la naștere de către clanul Hunt, pentru că avea un tatuaj specific acelei grupări, lucru pe care îl află în episodul „Dreamscape”.
Atunci când merge cu clasa în excursie la munte, Jake descoperă adevărata față a lui Rose și află cine este, de fapt, aceasta.
În cel de-al doilea sezon, personajele se schimbă puțin, dragonul fiind mai slab, iar Rose schimbându-și culoarea costumului.
În penultimul episod, clanul Hunt obține toate cele 12 cranii aztece. Rose îi trădează pe membrii grupării, dorind dispariția întregului clan. Însă, cu acest ordin ea își pierde orice amintire a trecutului. Astfel, Rose îl uită pe Jake și se mută împreună cu părinții săi la Hong Kong. Cu toate acestea, în ultimul episod, protagonistul încearcă să o întoarcă pe fată cu scopul de a-l învinge pe Dragonul Negru, dușmanul cel mai de temut al dragonilor. Deși la început pare că nu-l cunoaște, ea își amintește la timp pentru a îl salva.